# McKenney
McKenney é uma cidade  localizada no estado norte-americano de Virginia, no Condado de Dinwiddie.

## Demografia
Segundo o censo norte-americano de 2000, a sua população era de 441 habitantes.
Em 2006, foi estimada uma população de 483, um aumento de 42 (9.5%).

## Geografia
De acordo com o United States Census Bureau tem uma área de
2,5 km², dos quais 2,5 km² cobertos por terra e 0,0 km² cobertos por água. McKenney localiza-se a aproximadamente 102 m acima do nível do mar.

## Localidades na vizinhança
O diagrama seguinte representa as localidades num raio de 32 km ao redor de McKenney.